# Georg von Derfflinger
Georg von Derfflinger, född 20 mars 1606, död 14 mars 1695, var en österrikisk riksfriherre och militär.
Derfflinger var en protestantisk bondson från Österrike. Han gick under 30-åriga kriget i svensk tjänst, och gjorde sig känd som en av de dugligaste kavalleriöverstarna. Efter Johan Banérs död 1641 uppträdde Derfflinger som kavalleriöverstarnas förtroendeman vid deras förhandlingar med svenska regeringens ombud. 1643 blev han generalmajor men drog sig efter freden 1648 tillbaka till sina gods i Gusow. 1654 gick han i brandenburgsk tjänst, och tog fram till 1660 en ärofull del i kriget, bland annat i Tredagarsslaget vid Warszawa, och avancerade till generalfälttygsmästare. Efter freden återvände han till sina gods men kvarstod i tjänst och blev 1670 fältmarskalk. Till tack för sitt deltagande i kriget mot Frankrike 1672 blev Derfflinger 1674 riksfriherre. I det nya kriget mot Sverige överrumplade Derfflinger svenskarna i Rathenow och bidrog verksamt till segern i Slaget vid Fehrbellin 1675. 1676 ledde han med framgång belägringen av Stettin och intog 1678 Rügen och Stralsund. 1679 slog han tillbaka det svenska anfallet mot Preussen men tog samma år efter freden avsked. Derfflinger har ansetts som en djärv och skicklig kavallerigeneral och en av den brandeburgsk-preussiska arméns första organisatörer.